# Gabriel Marcel
Gabriel Honoré Marcel (7 de dezembro de 1889, Paris – 8 de outubro de 1973, Paris) foi um filósofo, dramaturgo e compositor francês ligado à tradição fenomenológico-existencial. É um pensador que, desde o início de século, influenciou toda uma geração de intelectuais como Paul Ricoeur, Merleau-Ponty, Jean-Paul Sartre, Lévinas, entre outros. Contudo, Marcel rejeitava, o quanto possível, o termo existencialismo, tal como Jaspers e Heidegger.
As experiências existenciais de Gabriel Marcel, como a morte de sua mãe quando ele tinha três anos ou a perda de sua esposa Jacqueline em 1947, são inseparáveis de um trabalho filosófico baseado na meditação da experiência humana em tais formas pessoais do que seu Diário Metafísico mantido dia após dia. Em 1929, sua conversão ao catolicismo romano marcou uma virada decisiva em seu trabalho e fez dele o mestre francês do existencialismo cristão, um termo ao qual ele disse que preferia o de um certo "socratismo cristão".
Após a guerra, ele ganhou notoriedade internacional e encerrou sua carreira com honras: doutor honoris causa de várias universidades, Grande Prêmio de Literatura da Academia Francesa em 1949, membro da Académie des Sciences Morales et Politiques em 1952, ele recebeu o Grande Prêmio Nacional de Letras em 1958 e o Prêmio Erasmus em 1969.

## Vida
Graduou-se em Filosofia aos vinte anos. A partir de então passa a se dedicar, além da própria filosofia, à produção dramatúrgica e à música.
Seu pai fora conselheiro de Estado e ministro da França em Estocolmo, sendo também diretor de Belas Artes na Biblioteca Nacional. A mãe, de ascendência judia, faleceu quando Marcel contava apenas com quatro anos. Marcel foi criado por uma tia materna que viria se casar com seu pai. 
Marcel participou da Cruz Vermelha na Primeira Guerra Mundial. Esse evento exercerá profunda influência em sua obra (tanto filosófica quanto teatral), à medida que passa a refletir sobre o drama da existência, a ambiguidade, a liberdade, o corpo, o ser, a intersubjetividade.
Ao mesmo tempo, tais temas são conjugados via uma nova perspectiva teórica que começa também estabelecer outro estatuto em suas reflexões: a teologia. É assim que, em 1929, o filósofo converte-se ao catolicismo, testemunhando, no ato do batismo, com as seguintes palavras: “... nenhuma exaltação, mas um sentimento de paz, de equilíbrio, de esperança, de fé.”.
Faleceu em Paris a 8 de outubro 1973. Encontra-se sepultado no Cemitério de Passy (Trocadéro).

## Filosofia
Partindo de sua própria existência, acentua ter vivido problemas filosóficos que o oprimiram e afirma: “a filosofia concreta nasce somente de uma tensão criadora, continuamente renovada, entre o eu e as profundezas do ser, da mais estrita e rigorosa reflexão, fundada na experiência vivida até o limite de sua intensidade”. Gabriel procura dar à existência aquela prioridade metafísica que lhe havia tirado o idealismo.
Gabriel Marcel se aproxima de Kierkegaard e Jaspers mesmo sem ter lido algo deles anteriormente, segundo confessa. Seu existencialismo é anterior ao alemão. Sua ontologia é existencial e quer, de certo modo enlaçar-se com a tradicional. Marcel está dentro da tradição francesa não cartesiana de Pascal a Bergson e Raja.
O método de Gabriel aproxima-se de Husserl, tomando situações concretas como as relações entre "mim e outro", a representação de uma cena passada ou de uma cena à distancia, a esperança, e faz das mesmas uma análise fenomenológica aprofundada.

### Motivos fundamentais do pensamento filosófico
- a defesa da singularidade irrepetível do existente e do mistério do ser, contra o racionalismo que pretende reduzir a existência à experiência conhecida pelo método da verificação empírica;
- reconhecimento da inobjetividade fundamental do sentido corpóreo. O homem é um ser encarnado. Analisa a proposição “eu existo” e segundo ele, a reflexão metafísica revela que esta proposição significa “eu sou o meu corpo”. Corpo que não é só a matéria visível, mas também a intimidade – concretização do eu, isto é, a individualização do existir.

A pesquisa do homem encarnado de Marcel orienta-se para a descoberta de um sentido para a vida, o qual é sempre o sentido da minha vida. Recusar-se a esclarecer o sentido da vida é renunciar a própria identidade profunda, é dissolver-se no Ter.

### O Ter e o Ser
Esta distinção é fundamental na ontologia de Marcel. Ter diz respeito a coisas que me são externas e que de mim não dependem, embora eu seja proprietário e delas me disponho. Ser é fonte de alheamento: os objetos que possuímos possuem significados que ameaçam tragar-nos. Os que estão apegados ao Ter estão prestes a sofrer de deficiência ontológica com a perda do Ser. Para quem vive na dimensão do Ter todas as coisas são problemas. Exemplo: Dom Juan  vive na zona do Ter: vê a mulher do ponto de vista da posse sem poder saciar-se com nenhuma.
O corpo e o Ter-típico: é a exterioridade em comunicação com o “eu” interior. Entre a realidade e mim, o corpo é mediador absoluto. O corpo é a primeira coisa possuída.
O Ser tem a primazia na pesquisa metafísica em relação ao pensamento e ao Ter. Não há e não pode haver passagem do pensamento ao ser; esta passagem é impensável; o pensamento já está no ser e não pode sair dele, não pode fazer abstracção dele. É necessário dizer que o pensamento é interno ao ser, que ele é certa modalidade do ser. O pensamento está para o ser assim como os olhos para a luz.
O Ser tem primazia sobre o Ter. O Ter é aquilo que é objetivável, é a exteriorização do Ser, ele é o coisificar-se do Ser, o seu vir para fora. O Ter, acentuando a si mesmo anula o Ser; mas tornando-se instrumento, subirá ao plano do Ser. Somente assim é que poderemos abordar o Ser sem transformá-lo em Ter, em objeto, em espectáculo, em suma, a relação Ser-Ter é uma relação de essencial tensão dialéctica na qual o Ser está sempre ligado ao Ter e deve purificá-lo, não deixando-se absorver por ele, mas orientando-o para si.

### O Ser e a Fidelidade
O Ser é o lugar da fidelidade e se faz presente na fidelidade. Marcel entrevê que a fidelidade não é fidelidade a si mesmo mas do Ser sobre os outros. Nietzsche diz que o homem é o único animal que faz promessas e que a fidelidade é a mais jovem das virtudes.
O ser humano tem a faculdade de obrigar-se a si mesmo. Se prometo algo sob certa situação de desejo e noutro momento mudo o meu desejo, me forço a cumprir a promessa apesar de. Prometi ante mim mesmo. A fidelidade implica uma participação do Ser no que excede minha vida e suas situações.

### O Ser é disponibilidade
Estar indisponível é estar ocupado de si mesmo, é estar fechado para os outros é só estar ocupado consigo mesmo, com sua saúde, fortuna, êxito, etc. O indisponível está sempre inquieto e isto o põe em insegurança, medo e cuidado. Na raiz da inquietude Marcel vê uma desesperança. Está fechado por trás dos muros de si mesmo e não pode esperar de mais ninguém.
Desta maneira de ser, indisponível, se compreende as raízes metafísicas do pessimismo. O Ser verdadeiro é participação, é disponibilidade, júbilo, esperança, amor e fidelidade que são antídotos para o pessimismo e a indisponibilidade. Todas elas implicam exceder-se rumo a um mais participado: Deus.

### O problema e o mistério
O problema é algo que encontro diante de mim, que posso objetivamente delimitar e reduzir. Mistério é algo em que meu próprio Ser está implicado e comprometido. Diante do problema sou espectador, no mistério eu mesmo sou ator. Problema é, simplesmente um dado externo que me é proposto enquanto mistério não está inteiramente ante mim.
Todo sobrenatural é mistério mas nem todo mistério é sobrenatural. Marcel afirma que só os mistérios interessam à filosofia e estão fora do alcance do conhecimento objetivo.

### A fé
“Toda fé autêntica está enraizada no ser e no mistério”. O indivíduo só se realiza quando reafirma a transcendência de Deus e sua própria condição de criatura de Deus. A fé se converte então no ato ontológico mais significativo.
Não existe o problema de Deus, isso implica tratar Deus como objeto, como ausente. Não falamos de Deus, mas com Ele. Deus é presença absoluta. Deus só me pode ser dado como presença absoluta na adoração.
Para Marcel crer é sentir-se como no interior de Deus. Contudo a relação ao Eu Creio com a divindade, não pode ser pensada, pois trataria o crente como sujeito e a divindade como objeto. Esta relação estaria contida em um ato de fé. Ato que supõe mais do que a subjectividade. O pensar em Deus é encarado como uma relação absolutamente incluída no ato de fé.
Deus é o tu absoluto. O outro absoluto. E na fé, agora chamada invocação, eu construo a realidade do meu espírito, a minha realidade do sentir-me sendo no interior da divindade. Diz Marcel:  “Eu sou mais quanto mais Deus é para mim. A crença em Deus é um modo de ser e não opinião sobre a existência de uma pessoa”. Esta transformação, plenitude que sobrevem à invocação, esta participação no amor é o ser – a forma mais alta da realidade. Este ser fala a linguagem da intimidade, de ser possuído, da plenitude, da saborosa ligação, vínculo, afeto e comunhão. Gabriel Marcel é considerado um dos maiores pensadores e filósofos franceses da época.
O Deus de Marcel não é objeto susceptível de demonstração objetiva (racionalismo) nem uma mera função (subjetivismo), mas o “Indemonstrável Absoluto”. O drama da existência humana é um encontro pessoal entre Deus e o eu e alterna entre o sim e o não, entre a fidelidade e a infidelidade, entre o amor e o ódio e ao homem é dado o poder único de decidir, afirmar ou negar. O dilema sempre persiste como a essência de sua liberdade.

## Obras
Seu trabalho foi produzido em fragmentos, notas de diário, ensaios. Toma clara posição, em seu "Diário Metafísico", contra o racionalismo rejeitando ao mesmo tempo o cientificismo que tenta explicar o homem como coisa e a teocracia que utiliza o homem como objeto.

### Teatrais
- "O Limiar Invisível" (Paris: Bernard Grasset, 1914);
- "O Coração dos Outros" (Paris: Bernard Grasset, 1921);
- "O Iconoclasta" (Paris, Stock, 1923);
- "Um Homem de Deus" (Paris: Bernard Grasset, 1925);
- "Mundo Partido" (Paris: Desclée de Brouwer, 1933);
- "O Dardo" (Paris: Plon, 1936);
- "O Caminho de Creta" (Paris: Grasset, 1936);
- "Roma não está mais em Roma" (Paris: La Table Ronde, 1951);
- "Crescei e Multiplicai" (Paris: Plon, 1955).

Sua obra dramática assume o porte de obra filosófica, pois, segundo ele, “é no drama que o pensamento filosófico se apreende in concreto.”
Em 1927, por sugestão de Jean Wahl, publica pela Gallimard o "Diário Metafísico" onde expõe suas ideias e posições filosóficas, no formato de diários. Neste clássico trabalho, Marcel descreve sua trajetória filosófica de 1914 a 1923. Em 1935, dando continuidade ao projeto do "Diário", vem a lume pela Aubier "Ser e Ter".

### Filosóficas
- "As condições dialéticas de uma filosofia da intuição" (Revue Métaphysique et de Morale, t. XX, n°5, 1912, p. 638-652);
- "Diário Metafísico" (Paris: Gallimard, 1927);
- “Ser e ter” (Paris: Aubier, 1935) – distingue dois importantes conceitos: "problema" e "mistério", além de firmar sua posição, decididamente, "hiperfenomenológica";
- “Da recusa à invocação”  (1945) – encontram-se, aqui, os traços fundamentais de sua "filosofia concreta" que reaparecerá, em 1999, pela Gallimard, sob o título: "Ensaio de filosofia concreta";
- “Homo Viator: prolegômenos para uma filosofia da esperança”  (Paris: Gallimard, 1944);
- "Posição e Aproximações Concretas do Mistério Ontológico" (Paris: Vrin, 1949);
- “Os Homens contra o Humano” (1951), reeditado em 1991, com prefácio de Paul Ricoeur;
- “O Mistério do Ser” (I e II) (Paris: Aubier, 1951) – o mais denso e sistemático de seus livros;
- "O Declínio da Sabedoria" (Paris: Plon, 1954);
- “O Homem Problemático”  (Paris: Aubier, 1955);
- "Presença e imortalidade" (Paris: Flammarion, 1959);
- ”Fragmentos Filosóficos (1909-1914)” (Paris/Louvain: 1961). Alguns de seus primeiros manuscritos;
- "A Dignidade Humana e suas Bases Existenciais" (Paris: Aubier, 1964);
- "Entrevistas" (Paris: Gallimard, 1968), dirigidas por Paul Ricoeur;
- "Para uma Sabedoria Trágica" (Paris: Plon, 1968);
- "Coleridge e Schelling" (Paris: Aubier/Montaigne, 1971);
- "A Existência e a Liberdade Humana segundo Jean-Paul Sartre" (Paris: Vrin, 1981).